# Machaonia portoricensis
Machaonia portoricensis är en måreväxtart som beskrevs av Henri Ernest Baillon. Machaonia portoricensis ingår i släktet Machaonia och familjen måreväxter.
Artens utbredningsområde är Puerto Rico. Inga underarter finns listade i Catalogue of Life.